# Milano-Sanremo 1920
La Milano-Sanremo 1920, tredicesima edizione della corsa, fu disputata il 25 marzo 1920, per un percorso totale di 286,5 km. Fu vinta dall'italiano Gaetano Belloni, giunto al traguardo con il tempo di 9h27'00" alla media di 30,317 km/h davanti a Henri Pélissier e Costante Girardengo.
I ciclisti che partirono da Milano furono 45; coloro che tagliarono il traguardo a Sanremo furono 23 (19 italiani e 4 francesi).

## Ordine d'arrivo (Top 10)
| Pos. | Corridore           | Squadra         | Tempo    |
| ---- | ------------------- | --------------- | -------- |
| 1    | Gaetano Belloni     | Bianchi-Pirelli | 9h27'00" |
| 2    | Henri Pélissier     | Bianchi-Pirelli | s.t.     |
| 3    | Costante Girardengo | Stucchi-Dunlop  | s.t.     |
| 4    | Giuseppe Azzini     | Bianchi-Pirelli | s.t.     |
| 5    | Giovanni Brunero    | Legnano-Pirelli | s.t.     |
| 6    | Louis Luguet        | Bianchi-Pirelli | a 15'00" |
| 7    | Francis Pélissier   | JB Louvet       | s.t.     |
| 8    | Ugo Agostoni        | Bianchi-Pirelli | a 26'30" |
| 9    | Alfredo Sivocci     | Legnano-Pirelli | a 34'00" |
| 10   | Jean Alavoine       | Peugeot         | a 41'00" |